# The Very Best of Enya
Albums de Enya
And Winter Came...
(2008) Dark Sky Island
(2015)
The Very Best of Enya est une compilation de la chanteuse Enya, sortie en 2009.

## Titres
- Édition Standard :
  1. Orinoco Flow (album Watermark)
  2. Aníron (version inédite)
  3. Storms in Africa (album Watermark)
  4. Caribbean Blue (album Shepherd Moons)
  5. Book of Days (album Shepherd Moons)
  6. The Celts (album The Celts)
  7. Only Time (album A Day Without Rain)
  8. Wild Child (album A Day Without Rain)
  9. Water Shows the Hidden Heart (album Amarantine)
  10. Anywhere Is (album The Memory of Trees)
  11. Cursum Perficio (album Watermark)
  12. Amarantine (album Amarantine)
  13. Aldebaran (album The Celts)
  14. Trains and Winter Rains (album And Winter Came...)
  15. Watermark (the album Watermark)
  16. Boadicea (album The Celts)
  17. A Day Without Rain (album A Day Without Rain)
  18. May It Be (bande originale du Seigneur des anneaux)

Bonus tracks édition japonaise
  1. To Go Beyond (Part II) (album The Celts)
  2. Only If (album Paint the Sky with Stars)
  3. Dreams Are More Precious (album And Winter Came...)

Bonus track édition canadienne
  1. Oiche Chiuin (Chorale) (album And Winter Came...)
- Edition Deluxe :
CD :
  1. Trains and Winter Rains (album And Winter Came...)
  2. My! My! Time Flies! (album And Winter Came...)
  3. Stars and Midnight Blue (album And Winter Came...)
  4. Amarantine (album Amarantine)
  5. Sumiregusa (album Amarantine)
  6. The River Sings (album Amarantine)
  7. If I Could Be Where You Are (album Amarantine)
  8. Wild Child (album A Day Without Rain)
  9. Only Time (album A Day Without Rain)
  10. Drifting (album Amarantine)
  11. Flora's Secret (album A Day Without Rain)
  12. Fallen Embers (album A Day Without Rain)
  13. One By One (album A Day Without Rain)
  14. Pax Deorum (album The Memory of Trees)
  15. Athair ar Neamh (album The Memory of Trees)
  16. Anywhere Is (album The Memory of Trees)
  17. Orinoco Flow (album Watermark)
  18. Watermark (album Watermark)
  19. Boadicea (album The Celts)
  20. May It Be (bande originale du Seigneur des anneaux)
  21. Caribbean Blue (album Shepherd Moons)
  22. Aníron (I Desire) (version inédite)

DVD :
  1. Orinoco Flow
  2. Caribbean Blue
  3. Only Time
  4. The Celts
  5. Amarantine
  6. Trains and Winter Rains
  7. Evening Falls...
  8. Anywhere Is
  9. It's in the Rain
  10. Wild Child
  11. Only If...
  12. Storms in Africa
  13. On My Way Home
  14. Enya: A Life in Music (documentaire)
  15. The Making of Caribbean Blue (documentaire)
  16. The Making of Only Time (documentaire)

## Classements
| Pays                | Meilleure Position | Certifications | Ventes   |
| ------------------- | ------------------ | -------------- | -------- |
| Allemagne           | 19                 |                |          |
| Argentine           | 10                 |                |          |
| Australie           | 19                 | Or             | 35 000   |
| Autriche            | 18                 |                |          |
| Belgique (Flandres) | 2                  | Or             | 10 000   |
| Belgique (Wallonie) | 19                 |                |          |
| Canada              | 23                 |                |          |
| Danemark            | 14                 | Or             | 15 000   |
| Espagne             | 11                 |                |          |
| Grèce               | 25                 |                |          |
| Hong Kong           | 15                 | Platine        | 15 000   |
| Hongrie             | 15                 |                |          |
| Irlande             | 22                 | Or             | 7 500    |
| Italie              | 35                 | Or             | 35 000   |
| Japon               | 6                  | Or             | 100 000  |
| Mexique             | 60                 |                |          |
| Norvège             | 14                 |                |          |
| Nouvelle-Zélande    | 6                  | Platine        | 15 000   |
| Pays-Bas            | 11                 |                |          |
| Pologne             | 23                 | Or             | 10 000   |
| Portugal            | 13                 |                |          |
| Tchéquie            | 6                  |                |          |
| Royaume-Uni         | 32                 | Or             | 100 000  |
| Suède               | 20                 |                |          |
| Suisse              | 8                  |                |          |
| États-Unis          | 49                 |                | 210 000+ |